# مطار مأرب
مطار مأرب (إياتا: MYN ، إيكاو:  OYMB) هو مطار محلي يخدم مأرب في اليمن.

## وصلات خارجية
- OurAirports - Yemen نسخة محفوظة 4 أبريل 2019 على موقع واي باك مشين.
- Great Circle Mapper - Marib
- Marib